# الحمل المخفي أو المشفر
يتم استخدام مصطلح الحمل الخفي من قبل المتخصصين الطبيين لوصف الحمل الذي لا تعرف به الحامل حتى تكون في المخاض أو تلد. ومع ذلك، يتم استخدام المصطلح أيضًا عبر الإنترنت لشكل خاص من الحمل الكاذب، أو وهم الحمل، أو الحمل الوهمي، الذي يعتقد فيه الشخص بدون دليل طبي، بما في ذلك الذكور، أنه حامل، وأحيانًا لسنوات.

## حالات الحمل المشفرة طبيا
```
شارك المسلسل التلفزيوني «لم أكن أعرف أنني حامل» [2] قصص الأشخاص الذين عانوا من الحمل الخفي الطبي. لم يدركوا أنهم حامل حتى المخاض أو الولادة. شملت جميع القصص تقريبًا نساء استمررن في الحصول على الدورة الشهرية كالمعتاد طوال فترة حملهن، في حين أشار البعض منهن إلى عدم وجود فترات منتظمة بسبب متلازمة المبيض المتعدد الأكياس (PCOS)، أو حالات أخرى مرتبطة بالعقم. وفي حالات كثيرة لم تكتسب النساء المعنيات وزنا أثناء الحمل، أو لم يعانين من «أعراض» الحمل مثل زيادة الوزن، أو غثيان الصباح، أو إدرار الثدي. ادعت بعضهن من اللواتي اختبرن بعض أعراض الحمل انهن نسبن الأعراض إلى حالة طبية موجودة، كما ادعين أنهن خضعن لاختبار الحمل المنزلي وحصلن على نتيجة سلبية، أو كليهما.
```

شملت بعض القصص النساء اللواتي كن يعرفن أنهن حوامل وعانين من إجهاض مبكر، فقط لإدراك أنهن لم يجهضن عند ولادة الطفل. من الشائع أنه بعد الولادة، يتم أدراك أن هناك بعض علامات الحمل التي تم تجاهلها. بالنسبة للأشخاص الذين لديهم حمل نموذجي، فإن الافتراض الأساسي هو أنه لا توجد طريقة لعدم «الشعور» بالحمل. ومع ذلك، أوضح أطباء التوليد في العرض أنه، اعتمادًا على وضع المشيمة، يمكن أن تكون حركة الجنين ضئيلة. في عام 2015، تم عرض، «ما زلت لم أكن أعرف أنني حامل»، وتم عرض قصص النساء اللواتي عانين من تعدد حالات الحمل المشفرة طبيًا.

### الأسباب
أسباب الحمل الخفي طبيا هي إما فسيولوجية، أي أنه لا توجد أعراض للحمل يمكن التعرف عليها، أو يمكن أن تكون بسبب مشاكل نفسية. على سبيل المثال، أنكارالحمل هو حالة تكون فيها المرأة غير قادرة عقليًا على قبول أنها حامل، وبالتالي قد تذهب جزئيًا أو كليا إلى اللاوعي بحملها. في بعض الحالات، يرتبط ذلك بالاضطراب ثنائي القطب أو الفصام [4]. ومع ذلك، فإن إنكار الحمل أمر نادر الحدوث، يستشهد Web MD بنسبة 1: 400-500 امرأة تصل إلى الشهر الخامس من الحمل قبل أن تدرك أنها حامل، وأن 1: 2500 فقط ستصل إلى المخاض قبل إدراك أنها حامل. [4]

مصدر القلق الرئيسي للحمل الخفي الطبي هو نقص رعاية ما قبل الولادة. يمكن أن يؤدي ذلك إلى الإضرار بالجنين النامي والأم الحامل. لا يسمح الحمل الخفي للشخص الحامل بالاستعداد عاطفيًا، أو أن يقرر ما إذا كان مستعدًا للأمومة. قد يؤدي ذلك إلى زيادة خطر إهمال الأطفال أو إساءة معاملتهم.

### في التاريخ
قيل أن البابا جوان، وهو شخصية من الأدب الأوروبي في القرن الرابع عشر، كانت البابا خلال القرن التاسع تحت غطاء رجل، حتى أتاها المخاض أثناء الموكب. على الرغم من أن الباحثين الحديثين يعتبرونها شخصية خيالية، إلا أنها تُظهر اعترافًا بحالات الحمل المشفرة طبيًا في العصور الوسطى الأوروبية.

## الحمل الخفي كوهم من الحمل
زعمت مؤسسة جيلمور («خبراء الحمل الخفي») أن الحمل الخفي هو الذي فاتته اختبارات الحمل والموجات فوق الصوتية لأنه في الحمل الخفي، يتطور الجنين بشكل أبطأ بكثير من المعتاد، وأحيانًا يكون الحمل لسنوات، وليس دائما في الرحم. وقالت المؤسسة ان هذا يسبب مستويات هرمون موجهة الغدد التناسلية المشيمية البشرية هرمون لتكون منخفضة جدا بحيث لا يمكن الكشف عنها بواسطة الاختبارات الطبية، ولأن الحمل هو أصغر أو خارج الرحم، يغيب على الموجات فوق الصوتية. ومع ذلك، لا توجد أدبيات طبية تدعم وجود حمل خفي كما هو موضح من قبل مؤسسة جيلمور. بدلا من ذلك، ينبغي فهم هذا النوع من «الحمل الخفي» على أنه شكل من أشكال المرض العقلي.

### الأسباب
بالنسبة للجزء الأكبر، يعتبر هذا الشكل من الحمل الخفي مشكلة نفسية، وهو شكل من أشكال المرض العقلي المرتبط بالشخص الذي يرغب حقًا في الحمل مما يجعله يعتقد أنه كذلك، بغض النظر عن ما يقوله له الأطباء وعن نتائج الاختبار. يظهر على بعض الأشخاص المصابين بهذا المرض العقلي أعراض الحمل، مثل انقطاع الحيض، زيادة الوزن، الغثيان، وما إلى ذلك، والتي يمكن أن يسببها الوهم.

### برنامج دكتور فيل
أظهر الدكتور فيل نساء في برنامجه الحواري اعتقدن أنهن حملن لسنوات مع حمل خفي. على الرغم من أن الاختبارات السلبية للبول والدم، والتصوير الطبي لبطونهن التي لم تظهر أي حمل، استمرت النساء في اعتقادهن بأنهن حوامل، بما في ذلك واحدة كانت لديها ربط بوقي في أوائل العشرينات من عمرها. كانت الدكتورة تيس الابادي الضيف الخبير في البرنامج وأوضحت أن العديد من النساء يزعمن أن حملهن غامض لشرح الأعراض الجسدية التي تربطهن بالحمل، مثل زيادة الوزن في البطن، وتقلبات المزاج، والتهاب الثدي، ورغبة في تناول الطعام.

### في التاريخ
يشاع أن الملكة ماري الأولى من إنجلترا تعرضت لحمل كاذب، والذي يمكن اعتباره غامضًا، لأنها استمرت في الاعتقاد بأنها كانت حاملًا بعد شهر الولادة المتوقع. ومع ذلك، بسبب قيود التكنولوجيا الطبية، ودقة فحص جثة الملكة، كان الأطباء سيجدون صعوبة كبيرة في التحقق من الحمل، بما في ذلك ما إذا كان الورم أو الحمل المولي. خلال إحدى حالات الحمل الكاذب، اعتقدت ماري نفسها أنها حامل لمدة عام تقريبًا بعد توقف الدورة الشهرية، عندما فجأة سويت بطنها دون أن تدخل إلى المخاض. [بحاجة لمصدر]